# مارينو دا سيلفا
مارينو دا سيلفا (بالبرتغالية: Marino da Silva‏) هو لاعب كرة قدم برازيلي، ولد في 18 فبراير 1986 في Macatuba ‏ في البرازيل. لعب مع أتلتيكو غويانيينسي وغراميو اساسكو اوداكس اسبورت كلوب ونادي إيكاسا ونادي ساو بيرناردو ونادي سبورت ريسيفه.

## وصلات خارجية
- مارينو دا سيلفا على موقع اتحاد تركيا (لاعب) (الإنجليزية)
- مارينو دا سيلفا على موقع قاعدة بيانات كرة القدم.إي يو (الإنجليزية)
- مارينو دا سيلفا على موقع Soccerway.com (الإنجليزية)
- مارينو دا سيلفا على موقع عالم كرة القدم.نت (الإنجليزية)